# Klementice

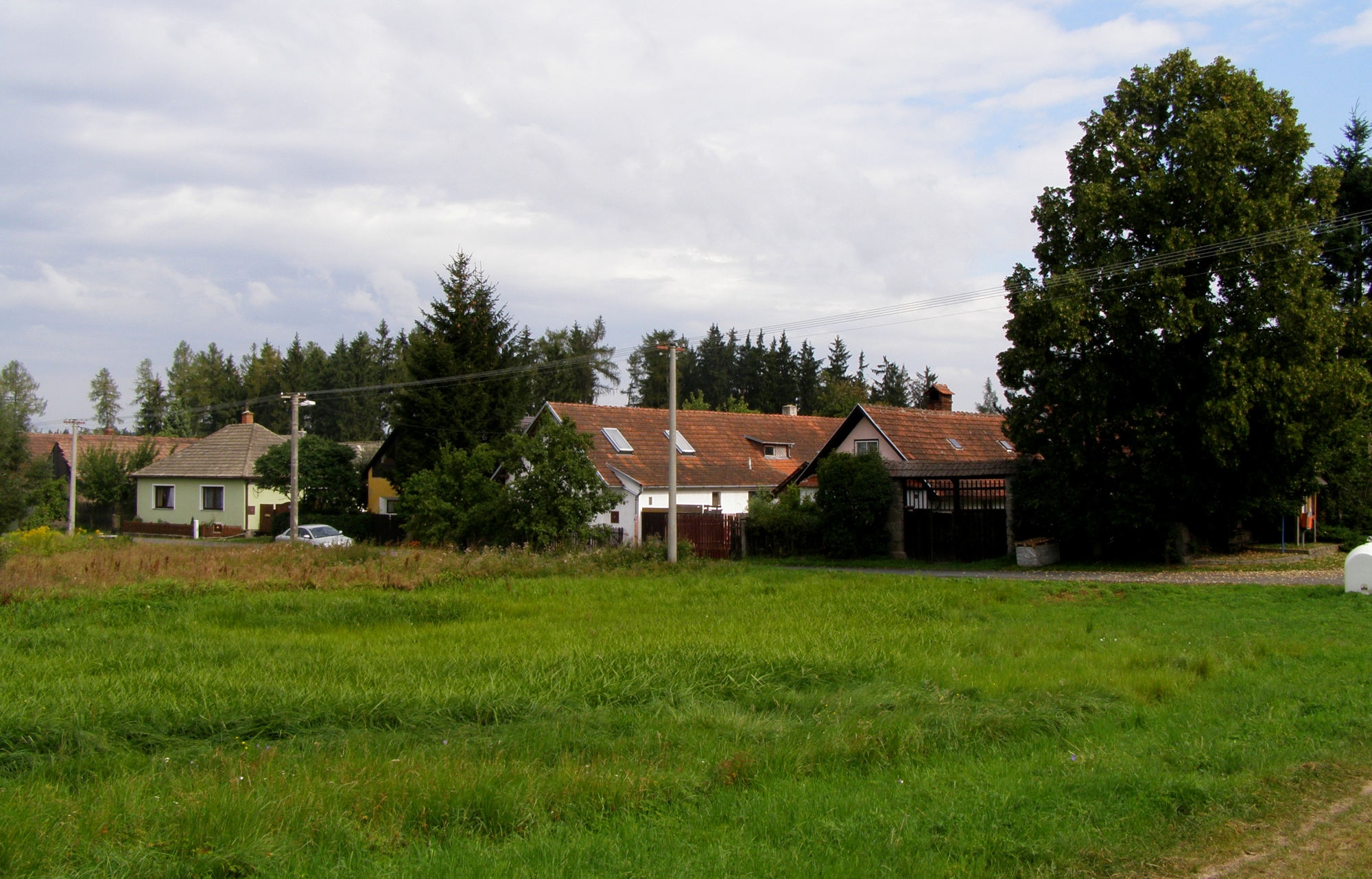
Ortsansicht

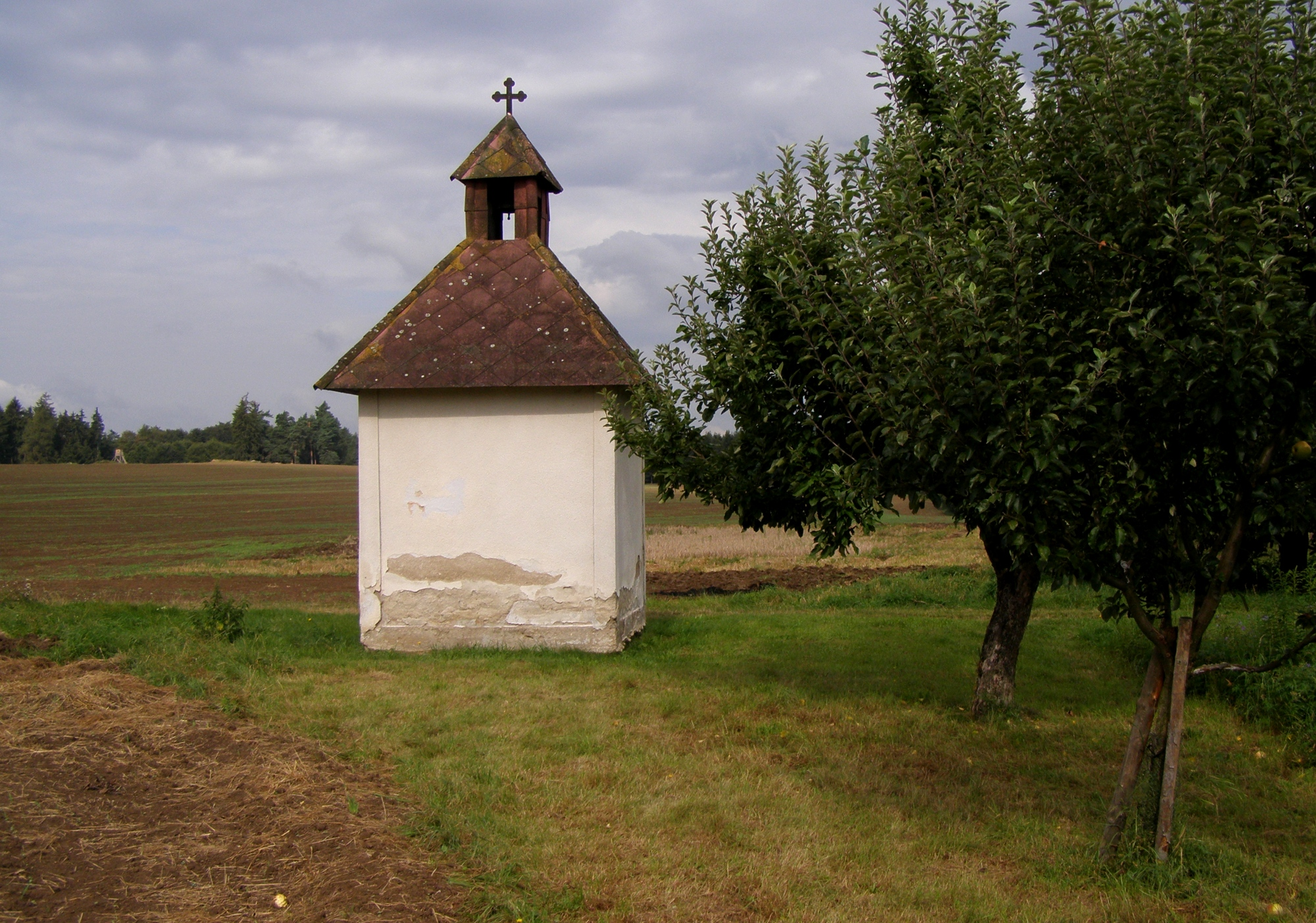
Kapelle der hl. Familie

Klementice (deutsch Klementitz) ist ein Ortsteil der Gemeinde Kamenná in Tschechien. Er liegt neun Kilometer südlich von Velké Meziříčí und gehört zum Okres Třebíč.

## Geographie
Klementice befindet sich rechtsseitig über dem Tal des Baches Kundelovský potok auf einer Hochebene der Křižanovská vrchovina (Krischanauer Bergland) im Süden der Böhmisch-Mährischen Höhe. Im Norden erhebt sich die Klenůvka (518 m n.m.), südöstlich der Roušův kopec (Hirschberg, 463 m n.m.), im Südwesten der Kněžský kopec (Pfaffenberg, 508 m n.m.) sowie nordwestlich die Studnická strážnice (510 m n.m.). Gegen Osten liegt das Tal der Oslava.
Nachbarorte sind Řihákův Mlýn und Dolní Heřmanice im Norden, Oslava und Pánský Mlýn im Nordosten, Tasov und Holomkův Mlýn im Osten, Kamenná im Südosten, Pyšel und Holeje im Süden, Mihoukovice, Rejdůveň und Budišov im Südwesten, Věterák und Kundelov im Westen sowie Studnice im Nordwesten.

## Geschichte
Nachdem der neue Besitzer der Herrschaft Budischau, Joachim Ritter von Stettenhofen, den auf der Hochfläche bei Kamenná gelegenen Wald Bítovec roden und als Ackerfläche urbar machen ließ, gründete er 1799 wegen der weiten Entfernung zum nächsten Meierhof auf 41 Morgen eine neue Kolonie, die er nach seinem Sohn Clemens benannte. Klementitz entstand in einer leichten Senke und war von bewaldeten Tälern umgeben. Die 19 Familianten erhielten je sechs Scheffel Land, für die 6 Gulden Haussteuer zu zahlen waren. Das älteste Ortssiegel stammt von 1801 und zeigt einen gekreuzten Spaten und Rodehacke mit der Umschrift «KLEMENTITZER GEMENDT». Beim Einfall der Franzosen während der Napoleonischen Kriege blieb Klementitz im Jahre 1805 von den feindlichen Truppen unentdeckt und diente danach als Zufluchtsort für Vieh und Habseligkeiten aus den Nachbarorten. 1840 entstand gegenüber der Häuserzeile eine kleine Kapelle.
Im Jahre 1842 bestand das im Iglauer Kreis gelegene Dorf Klementitz bzw. Klementice aus 20 Häusern, in denen 130 Personen, darunter 7 Protestanten H.B. lebten. Pfarrort war Budischau. Bis zur Mitte des 19. Jahrhunderts blieb Klementitz der Allodialherrschaft Budischau untertänig.
Nach der Aufhebung der Patrimonialherrschaften bildete Klementice / Klementitz ab 1849 einen Ortsteil der Marktgemeinde Tasov im Gerichtsbezirk Groß Meseritsch. Ab 1869 gehörte Klementice zum Bezirk Groß Meseritsch. Zu dieser Zeit hatte das Dorf 104 Einwohner und bestand aus 20 Häusern. Im Jahre 1900 lebten in Klementice 98 Personen; 1910 waren es 92. Beim Zensus von 1921 lebten in den 20 Häusern des Dorfes 90 Tschechen. Im Jahre 1930 bestand Klementice aus 20 Häusern und hatte 77 Einwohner. Zwischen 1939 und 1945 gehörte Klementice / Klementitz zum Protektorat Böhmen und Mähren. 
Im Jahre 1950 hatte Klementice 57 Einwohner. Zum 1. Januar 1960 erfolgte die Umgemeindung nach Kamenná. Im Zuge der Gebietsreform und der Aufhebung des Okres Velké Meziříčí wurde Klementice am 1. Juli 1960 dem Okres Třebíč zugewiesen. Beim Zensus von 2001 lebten in den 19 Häusern von Klementice 31 Personen. 

## Gemeindegliederung
Der Ortsteil Klementice bildet einen Katastralbezirk. 

## Sehenswürdigkeiten
- Kapelle der hl. Familie, erbaut 1840
- Reste der Burg Dub (Tassenberg), östlich auf einem Felssporn über der Oslava
- Sühnestein mit eingehauenem Patriarchenkreuz, aufgestellt in der Mitte des 18. Jahrhunderts
- Mehrere Wegkreuze